# Myrmecodesmus obscurus
Myrmecodesmus obscurus är en mångfotingart som först beskrevs av Ottis Robert Causey 1971.  Myrmecodesmus obscurus ingår i släktet Myrmecodesmus och familjen fingerdubbelfotingar. Inga underarter finns listade i Catalogue of Life.